# Burmargiolestes melanothorax
Burmargiolestes melanothorax – gatunek ważki z rodziny Rhipidolestidae. Występuje w kontynentalnej Azji Południowo-Wschodniej; stwierdzony w Laosie, Mjanmie, Tajlandii i Wietnamie.